# Teletipo Modelo 33

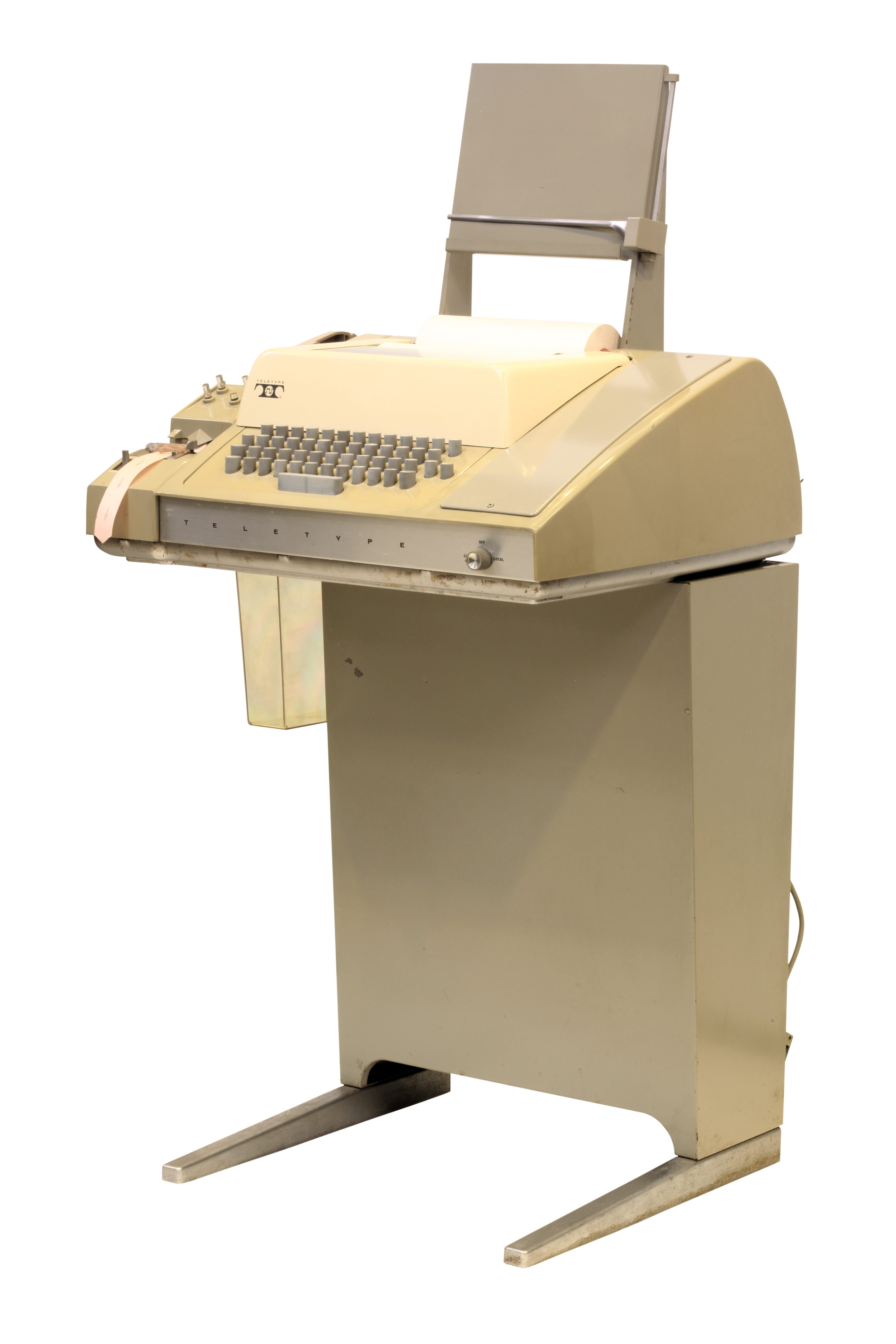
Teleimpressora modelo 33 ASR, com leitor de fita e perfurador, utilizável como terminal de computador

O Teletipo Modelo 33 (em inglês: Teletype Model 33) é uma teleimpressora eletromecânica projetada para uso leve em escritórios. Ela é menos robusta e mais barata que os modelos anteriores da Teletype. A Teletype Corporation introduziu o modelo 33 como um produto comercial em 1963, após ter sido originalmente projetado para a Marinha dos Estados Unidos. O Modelo 33 foi produzido em três versões:
- Modelo 33 ASR (Automatic Send and Receive), equipado com um leitor de fita perfurada de oito furos e um perfurador de fita;

- Modelo 33 KSR (Keyboard Send and Receive), não possui leitor e perfurador de fita de papel;

- Modelo 33 RO (Receive Only), sem teclado nem leitor/perfurador.

O Modelo 33 foi um dos primeiros produtos a empregar o recém-padronizado método de codificação de caracteres ASCII, que foi publicado pela primeira vez em 1963. O teletipo complementar, o Modelo 32, usava o antigo e estabelecido código Baudot de cinco bits. Devido ao seu baixo preço e à compatibilidade com ASCII, o Modelo 33 foi amplamente utilizado com os primeiros minicomputadores, e a grande quantidade de teleimpressoras vendidas influenciou fortemente vários padrões desenvolvidos durante as décadas de 1960 e 1970.

## História

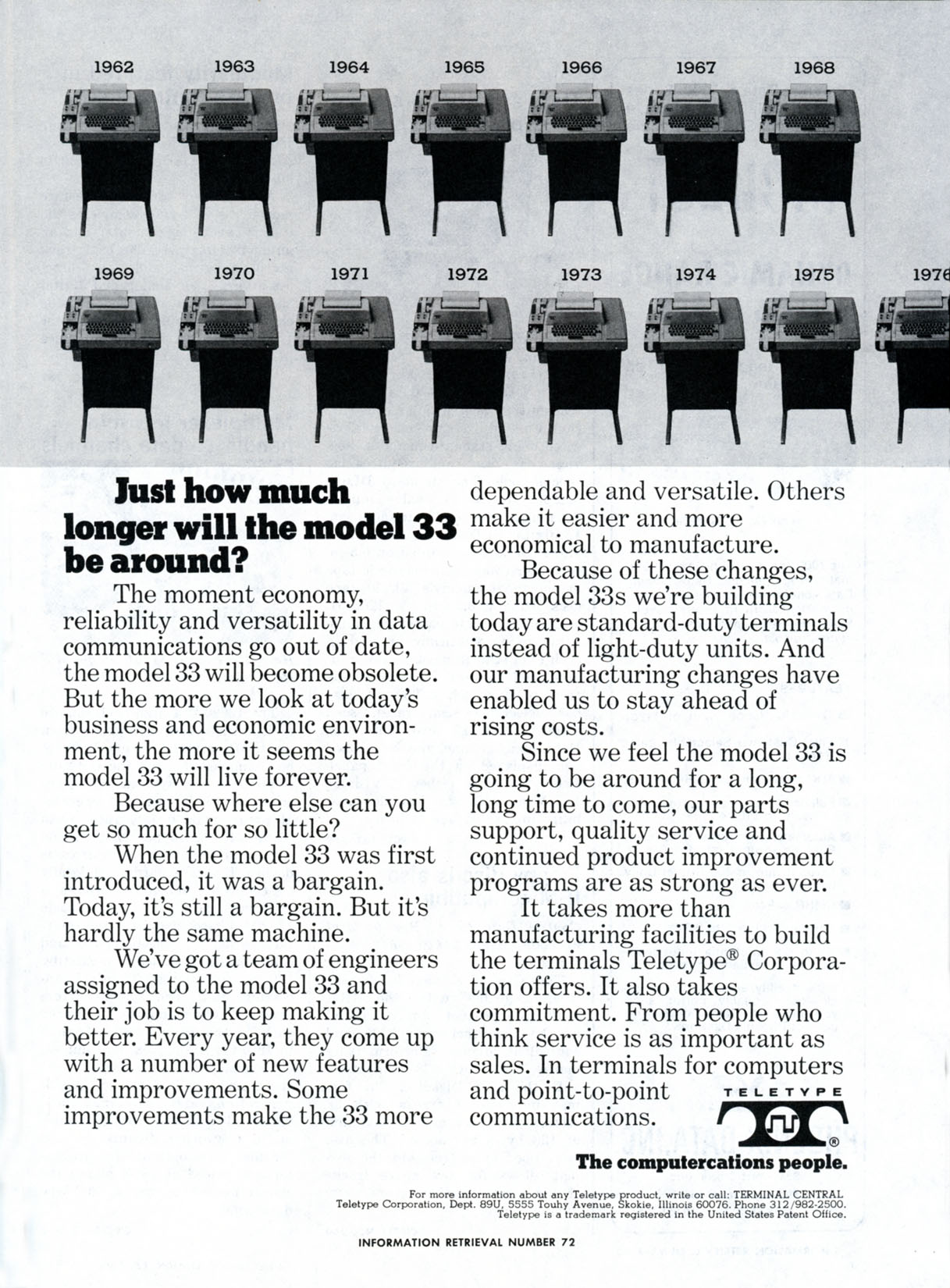
Esse anúncio de 1974 enfatiza o uso generalizado e de longo prazo do Teletipo Modelo 33

O terminal Modelo 33 da Teletype Corporation, lançado em 1963, foi um dos terminais mais populares no setor de comunicação de dados até o final da década de 1970. Mais de meio milhão de modelos 32 e 33 foram fabricados até 1975, e o 500.000º foi banhado a ouro e colocado em uma exposição especial. Outros 100.000 foram fabricados nos 18 meses seguintes, e o número de série 600.000, fabricado no ano do Bicentenário dos Estados Unidos, em 1976, foi pintado de vermelho, branco e azul e exibido em todo o país.
O Modelo 33 custava originalmente cerca de US$ 1.000 (equivalente a US$ 10.000 hoje), muito menos do que outras teleimpressoras e terminais de computador em meados da década de 1960, como o Friden Flexowriter e o IBM 1050. Em 1976, uma nova impressora Modelo 33 RO custava cerca de US$ 600 (equivalente a US$ 3.000 atualmente).
Quando a Teletype Corporation percebeu a crescente popularidade do Modelo 33, começou a melhorar seus componentes mais propensos a falhas, atualizando gradualmente o projeto original de "serviço leve" para "serviço padrão", conforme promovido em sua publicidade posterior (veja o anúncio ao lado). As máquinas tinham boa durabilidade e enfrentavam pouca concorrência em sua classe de preço, até o surgimento da série de teleimpressoras DECwriter da Digital Equipment Corporation.

### Convenções de nomenclatura
Embora o fabricante chamasse a teleimpressora Modelo 33 com um perfurador de fita e um leitor de fita de "Modelo 33 ASR", muitos usuários de computador usavam o termo mais curto "ASR-33". A fonte mais antiga conhecida para essa discrepância de nomes de equipamentos vem da documentação da Digital Equipment Corporation (DEC), onde o folheto do PDP-4 de setembro de 1963 chama o teletipo Modelo 28 KSR de "KSR-28" no parágrafo intitulado "Printer-Keyboard and Control Type 65". Essa convenção de nomenclatura foi estendida do teletipo modelo 28 para outros equipamentos Teletype em documentação posterior da DEC, consistente com a prática da DEC de designar equipamentos usando letras seguidas de números. Por exemplo, a lista de preços do DEC PDP-15 de abril de 1970 lista uma série de máquinas de escrever Teletype Corporation usando essa convenção de nomenclatura alternativa. Essa prática foi amplamente adotada quando outros fabricantes de computadores publicaram sua documentação. Por exemplo, a Micro Instrumentation and Telemetry Systems comercializou o Teletipo Modelo 33 ASR como "Teletipo ASR-33".
O trigrama "tty" passou a ser amplamente usado como abreviação informal de "Teletype", frequentemente usado para designar o principal dispositivo de entrada e saída de texto em muitos dos primeiros sistemas de computador. A abreviação continua sendo usada por radioamadores e pela comunidade de deficientes auditivos para se referir a dispositivos auxiliares de entrada e saída de texto.

### Obsolescência
Os primeiros terminais de vídeo, como o Tektronix 4010, só foram disponibilizados em 1970 e, inicialmente, custavam cerca de US$ 10.000 (o equivalente a US$ 100.000 atualmente). No entanto, a introdução de circuitos integrados e memória semicondutora no final da década permitiu que o preço dos terminais baseados em tubos de raios catódicos caísse rapidamente abaixo do preço de uma teleimpressora Teletype.
Os terminais como o ADM-3 (1975), de baixo custo, começaram a diminuir o mercado de terminais Teletype. Esses terminais de vídeo básicos, que só podiam exibir sequencialmente linhas de texto e rolá-las, eram muitas vezes chamados de teletipos de vidro ("TTYs de vidro"), análogos às impressoras Teletype. Terminais de vídeo mais avançados, como o VT52 (1975), o ADM-3A (1976) e o VT100 (1978) da Digital Equipment Corporation, podiam se comunicar muito mais rapidamente do que as impressoras eletromecânicas e suportar o uso de um programa editor de texto em tela cheia sem gerar grandes quantidades de impressões em papel. As máquinas de teletipo foram gradualmente substituídas em novas instalações por impressoras matriciais muito mais rápidas e terminais de vídeo em meados e no final da década de 1970.
Devido à queda nas vendas, a Teletype Corporation encerrou a produção do Modelo 33 em 1981.

## Informações técnicas

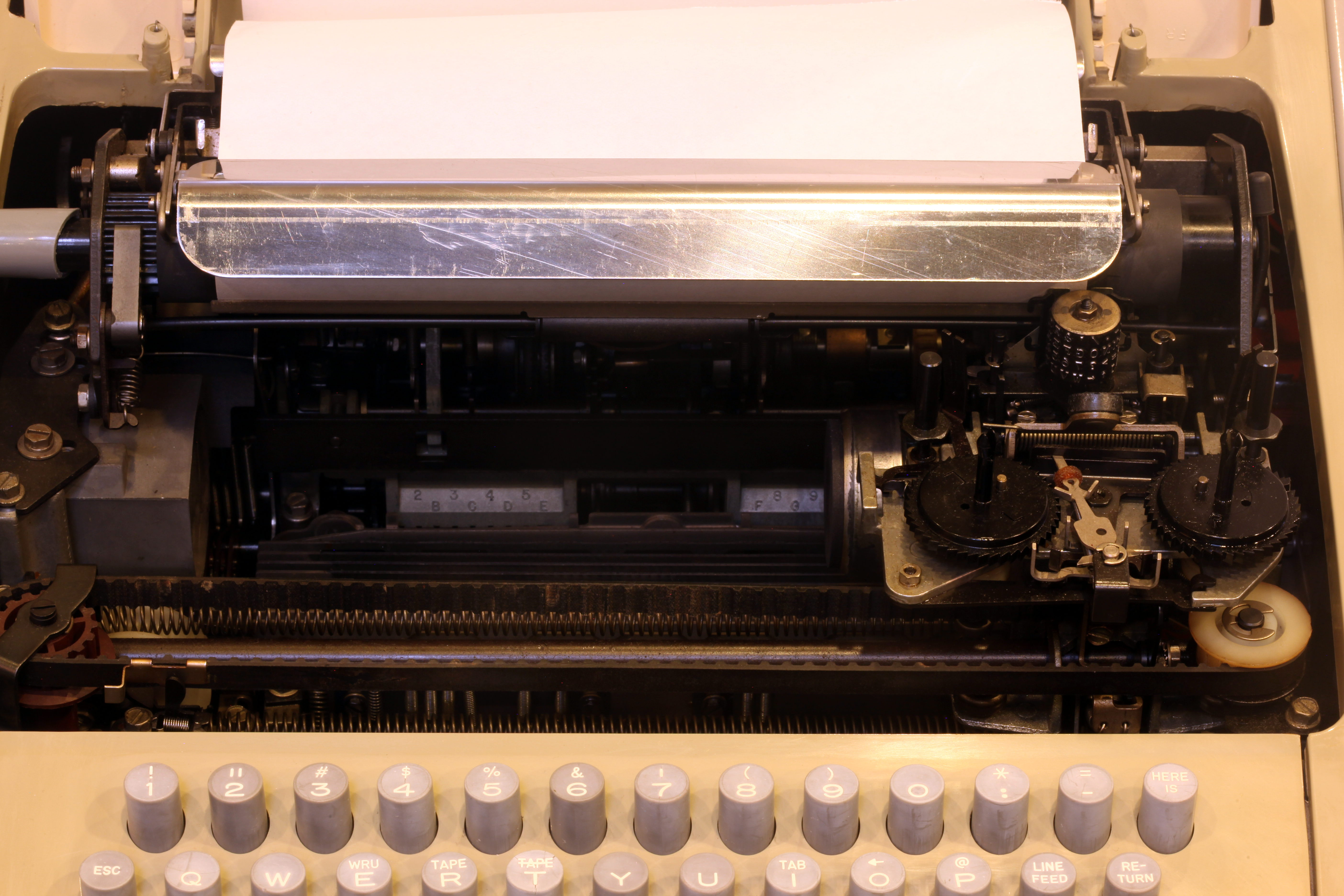
Visão do operador do mecanismo de impressão

O objetivo do projeto do Modelo 33 era uma máquina que coubesse em um pequeno espaço de escritório, combinasse com outros equipamentos de escritório da época e operasse até duas horas por dia, em média. Como essa máquina foi projetada para uso em serviços leves, os ajustes que a Teletype fazia nas teleimpressoras anteriores girando parafusos eram feitos dobrando barras e alavancas de metal. Muitas peças do Modelo 33 não foram tratadas termicamente e endurecidas. A base é de metal fundido, mas foram usados parafusos autobrocantes, além de peças que se encaixavam sem parafusos.
Tudo é acionado mecanicamente por um único motor elétrico, localizado na parte traseira do mecanismo. O motor funciona continuamente enquanto a energia está ligada, gerando um zumbido familiar e um leve ruído de vibração. O nível de ruído aumenta consideravelmente sempre que os mecanismos de impressão ou de fita de papel estão em operação. Ruídos semelhantes tornaram-se icônicos para os sons de um boletim de notícias ativo ou de um terminal de computador. Há uma campainha mecânica, ativada pelo código 07 (Control-G, também conhecido como BEL), para chamar atenção especial quando necessário.
O Teletipo Modelo 33, incluindo o suporte, tem 86 cm de altura, 56 cm de largura e 47 cm de profundidade, sem incluir o suporte de papel. A máquina pesa 34 kg no suporte, incluindo o papel e requer menos de 4 amperes a 115 VCA 60 Hz. O ambiente operacional recomendado é uma temperatura de 4 a 43 °C, uma umidade relativa entre 2 e 95 por cento e uma altitude de 0 a 3.048 m. O papel de impressão é um rolo de 214 por 114 mm e diâmetro, e a fita de papel é um rolo de 300 m de fita de 25 mm de largura. As fitas de tinta de tecido de náilon têm 13 mm de largura e 55 m de comprimento, com carretéis e ilhós de plástico para acionar a inversão automática da direção de alimentação da fita.:16

Todo o mecanismo do ASR Modelo 33 requer a aplicação periódica de graxa e óleo em aproximadamente 500 locais.

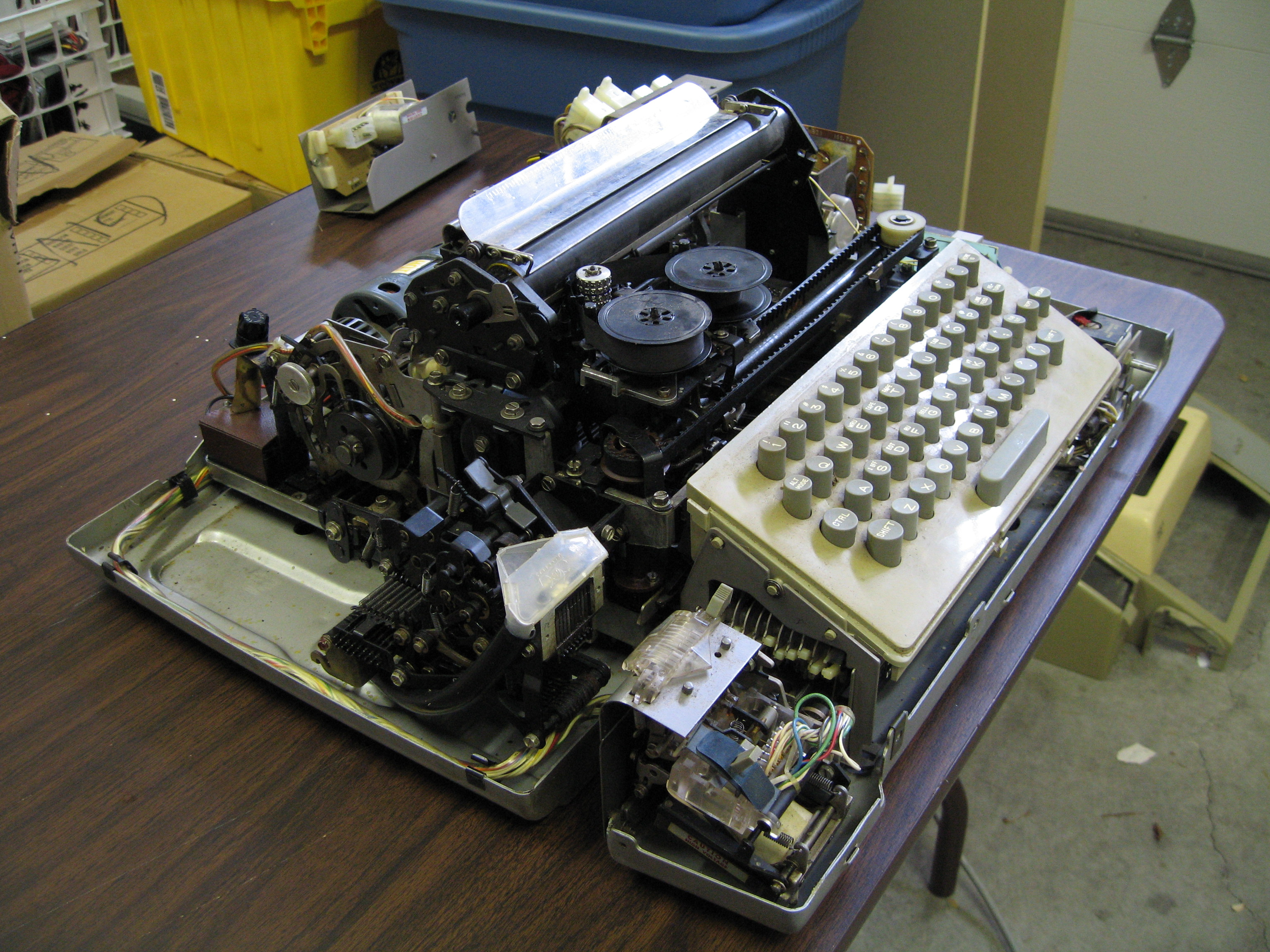
Perfurador de fita de papel e leitor visíveis em primeiro plano
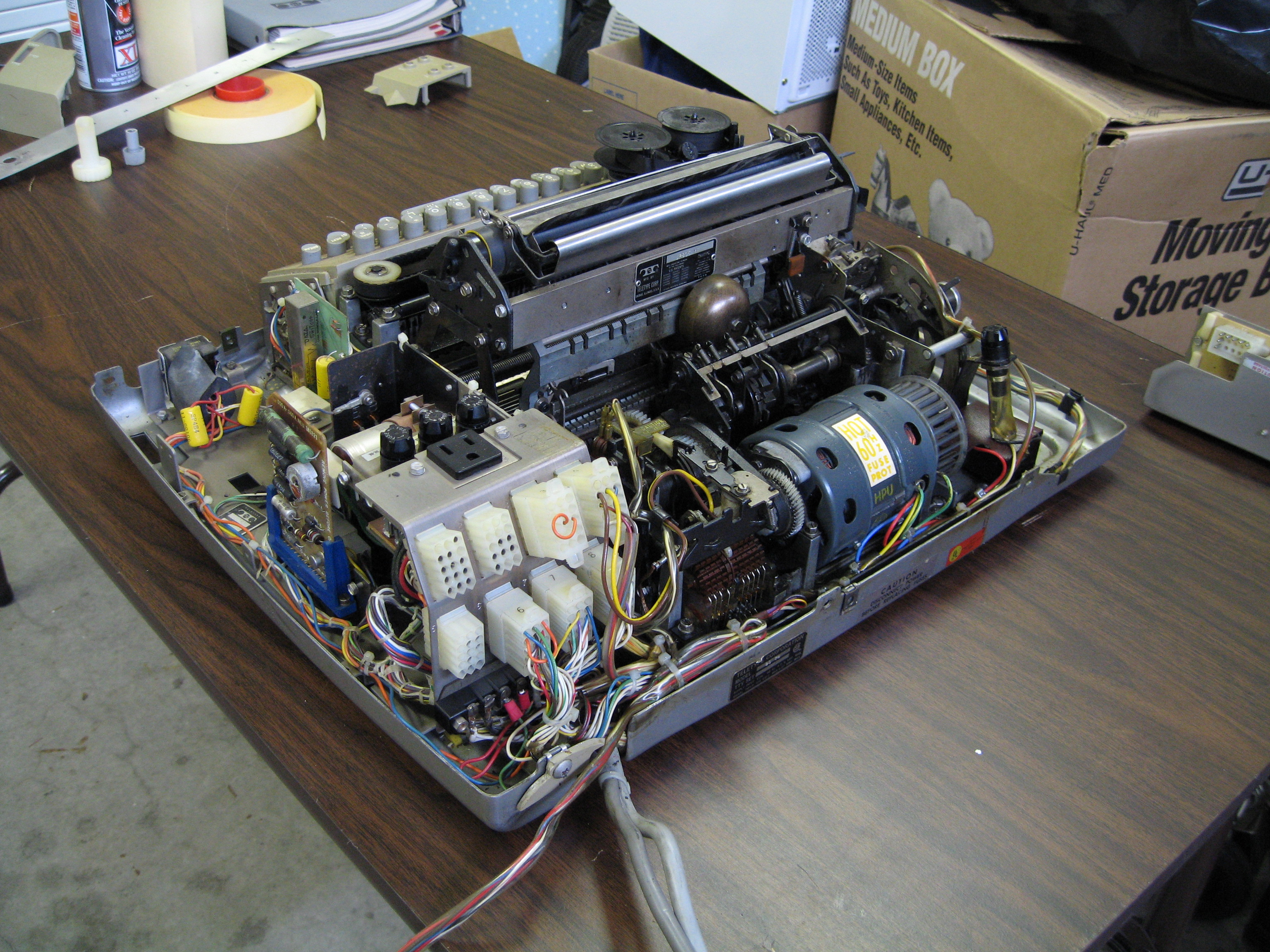
Parte traseira da unidade, com campainha e tambor de resposta à esquerda do motor
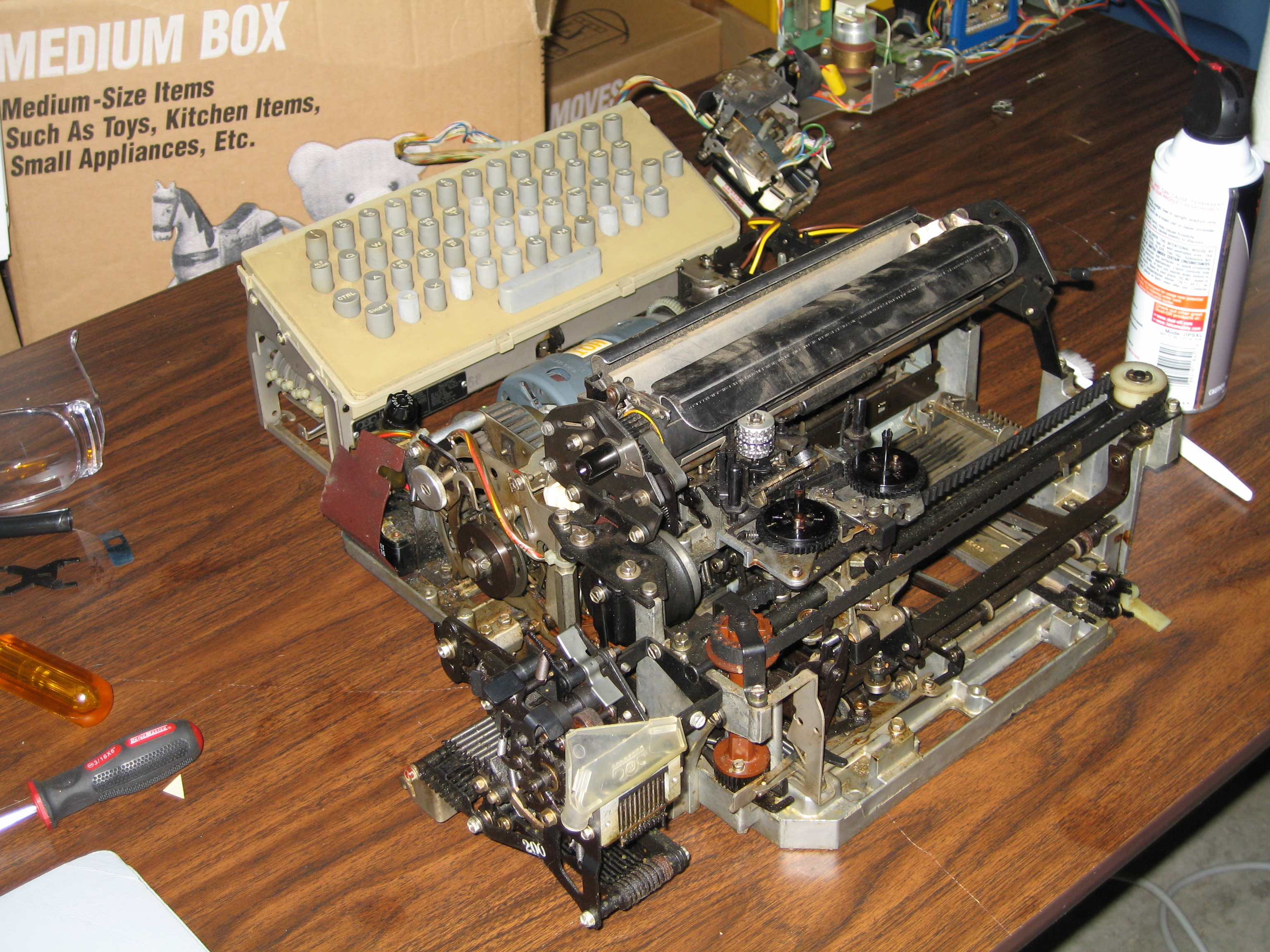
Mecanismo totalmente exposto
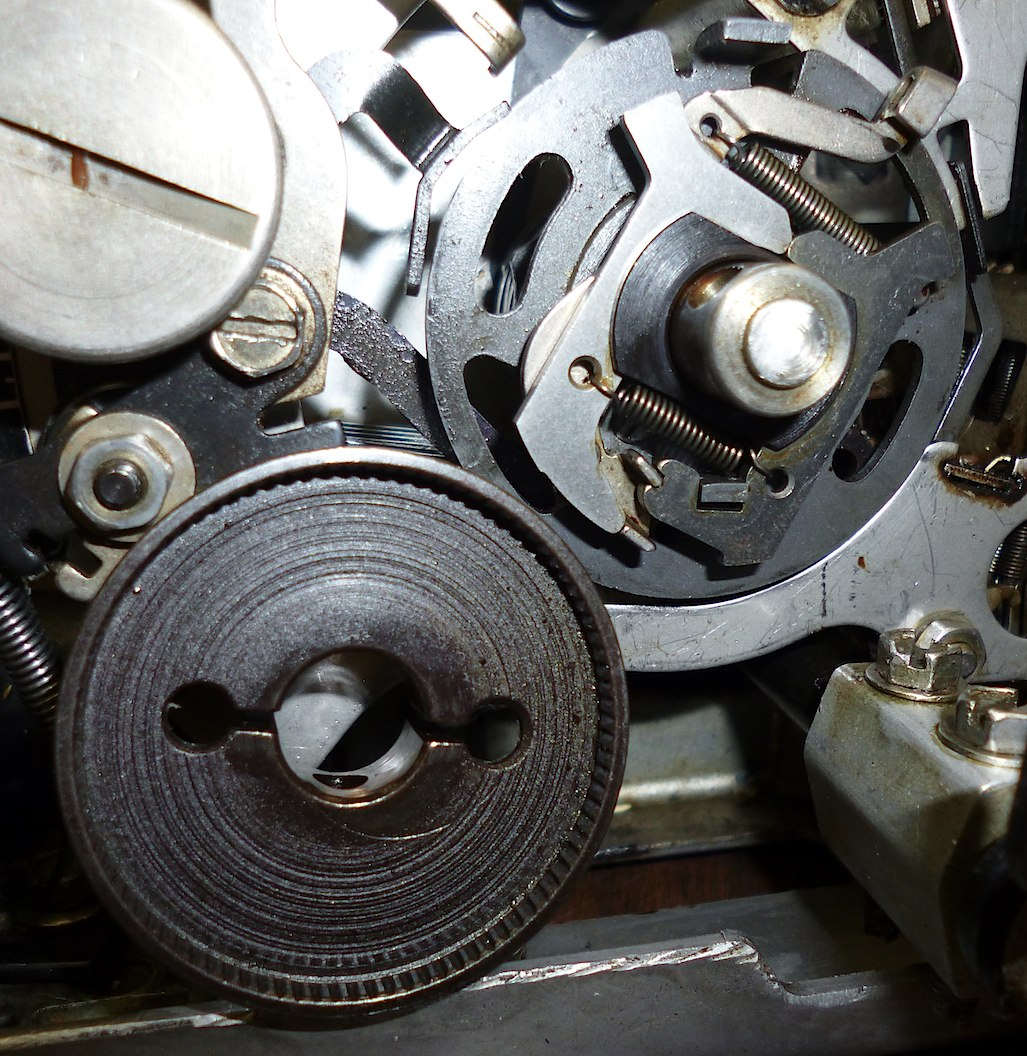
Mecanismo que traduzia pulsos elétricos seriais em um barramento de dados mecânico paralelo
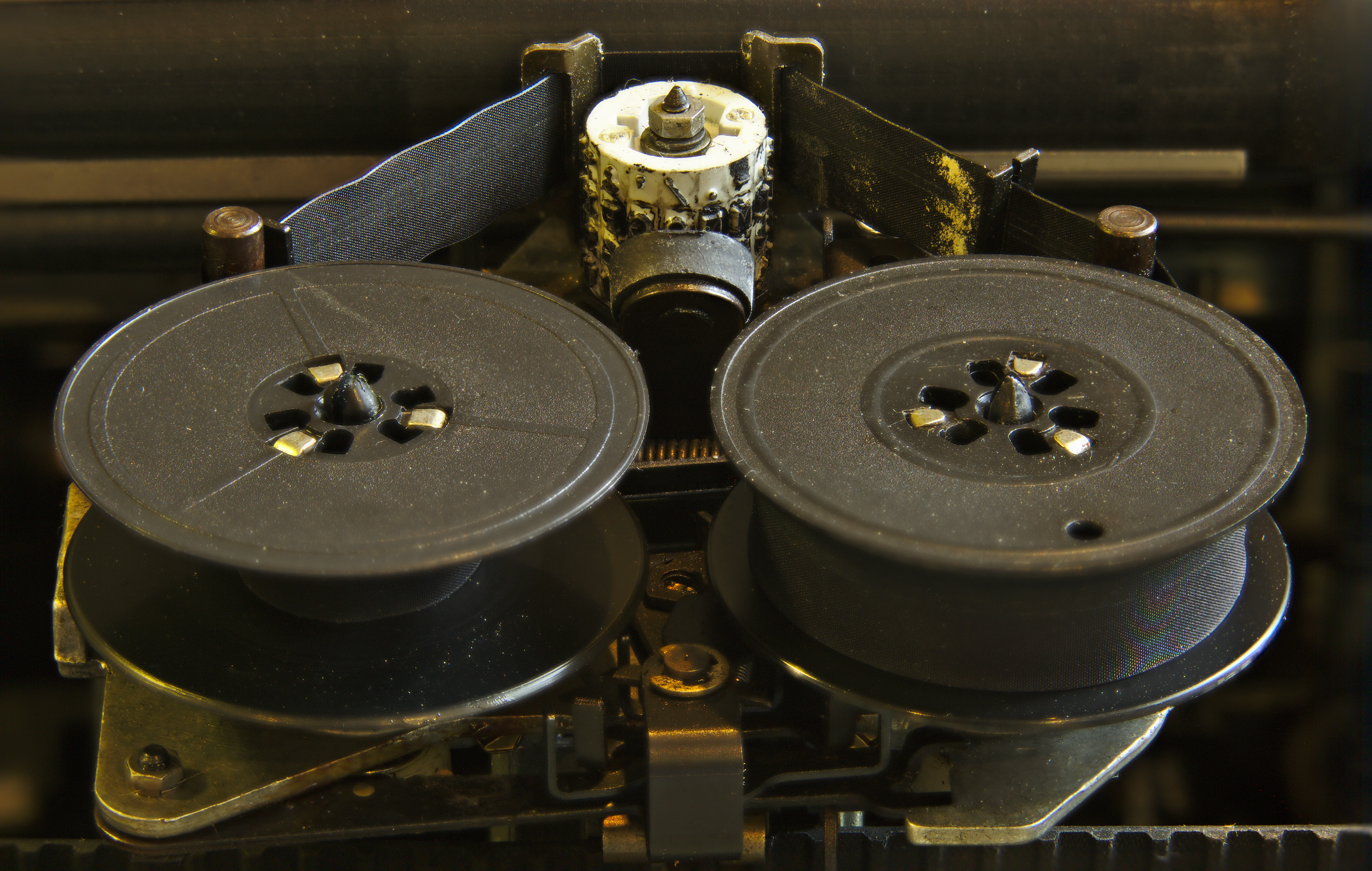
Detalhe de um elemento de tipo desgastado

### Opções de fita de papel

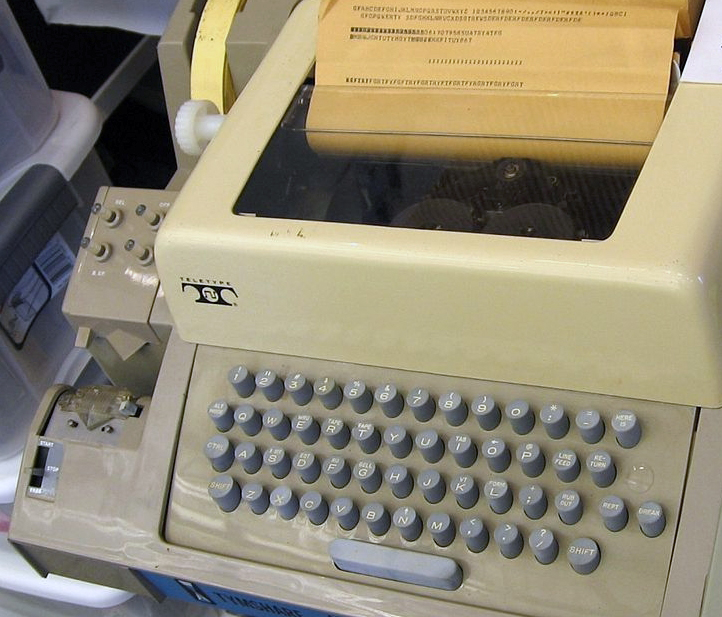
Teclado de teleimpressora Teletipo Modelo 33 ASR com leitor de fita perfurada e punção. A unidade frontal esquerda é o leitor de fita com sua alavanca START/STOP/FREE de três posições na posição STOP. Um leitor de fita menos comum tinha uma alavanca START/AUTO/STOP/FREE de quatro posições. Na posição AUTO, ele podia ser ligado e desligado remotamente. O perfurador de fita é a unidade diretamente atrás do leitor. Ao sair da máquina, a fita passa sob uma borda triangular que permite que a fita seja facilmente rasgada ao ser levantada contra a borda afiada da borda.

Como medida de economia de custos, os mecanismos opcionais da fita de papel dependiam dos mecanismos do teclado e da impressora de páginas. A interface entre o leitor de fita de papel e o restante do terminal é totalmente mecânica, com alimentação, relógio e oito bits de dados (que a Teletype chamou de "inteligência"), todos transmitidos em paralelo por meio de alavancas de metal. A configuração das opções selecionáveis pelo usuário (como paridade) é feita com clipes mecânicos que pressionam ou liberam várias alavancas. A detecção de orifícios perfurados pelo leitor de fitas de papel é feita por meio de pinos de metal que sondam mecanicamente sua presença ou ausência. O leitor de fitas de papel e o perfurador podem manipular dados de oito bits, permitindo que os dispositivos sejam usados com eficiência para fazer download ou upload de dados binários para computadores.
Projetos anteriores de máquinas Teletype, como o Modelo 28 ASR, permitiam que o usuário operasse o teclado para perfurar a fita enquanto transmitia independentemente uma fita previamente perfurada ou perfurava uma fita enquanto imprimia outra coisa. O uso independente do perfurador de fita de papel e do leitor não é possível com o Modelo 33 ASR.
O perfurador de fita precisava de fita de papel oleada para manter seu mecanismo lubrificado. Há um receptáculo de chad transparente e removível embaixo do perfurador de fita, que precisa ser esvaziado periodicamente.:33

### Impressão
O mecanismo de impressão geralmente é projetado para funcionar em uma velocidade máxima de dez caracteres por segundo, ou 100 palavras por minuto (wpm), mas outras velocidades mais lentas estavam disponíveis: 60 wpm, 66 wpm, 68,2 wpm e 75 wpm. Há também muitas opções de fontes. O Teletype Parts Bulletin listou 69 opções disponíveis de elementos tipográficos do Modelo 33 instalados na fábrica (mudanças frequentes de elementos tipográficos no campo eram impraticáveis). O elemento tipográfico, chamado de "typewheel" nos manuais técnicos da Teletype, é cilíndrico, com caracteres dispostos em quatro níveis, 16 caracteres por nível, e, portanto, é capaz de imprimir 64 caracteres. O caractere a ser impresso é selecionado girando-se a roda de tipos no sentido horário ou anti-horário, levantando-a ou abaixando-a e, em seguida, batendo na roda de tipos com um martelo acolchoado, que impacta o elemento contra a fita de tinta e o papel.
O Modelo 33 imprime em papel de 220 mm de largura, fornecido em rolos contínuos de 130 mm de diâmetro com aproximadamente 30 m de comprimento e alimentado por fricção em vez de alimentação por trator. Ele imprime em um passo fixo de 10 caracteres por 2,5 cm e suportava linhas de 74 caracteres, embora 72 caracteres sejam comumente declarados.

### Teclado

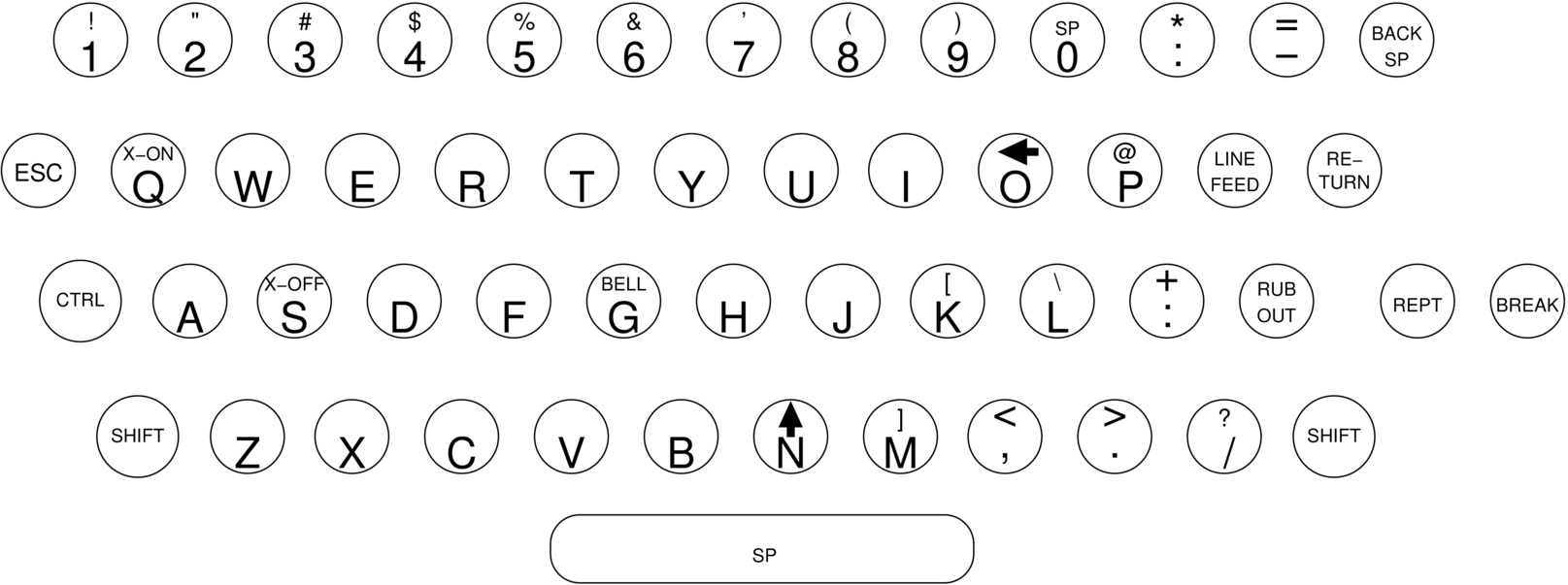
O teclado ASR Modelo 33 suportava um subconjunto de caracteres ASCII somente em maiúsculas

O teclado do Modelo 33 gera o código ASCII de sete bits, também conhecido como CCITT International Telegraphic Alphabet No. 5, com um bit de paridade (par) e dois bits de parada, com uma taxa de símbolos de 110 baud, mas suporta apenas um subconjunto de letras maiúsculas desse código; não suporta letras minúsculas nem os caracteres `, {, |, } e ~.
O Modelo 33 pode operar no modo half-duplex, no qual os sinais do teclado são enviados para o mecanismo de impressão, de modo que os caracteres são impressos à medida que são digitados (eco local), ou no modo full-duplex, no qual os sinais do teclado são enviados apenas para a linha de transmissão e o receptor precisa transmitir o caractere de volta para o Modelo 33 para que ele seja impresso (eco remoto). A configuração de fábrica é half-duplex, mas pode ser alterada para full-duplex pelo usuário.

### Retorno e operação sem supervisão

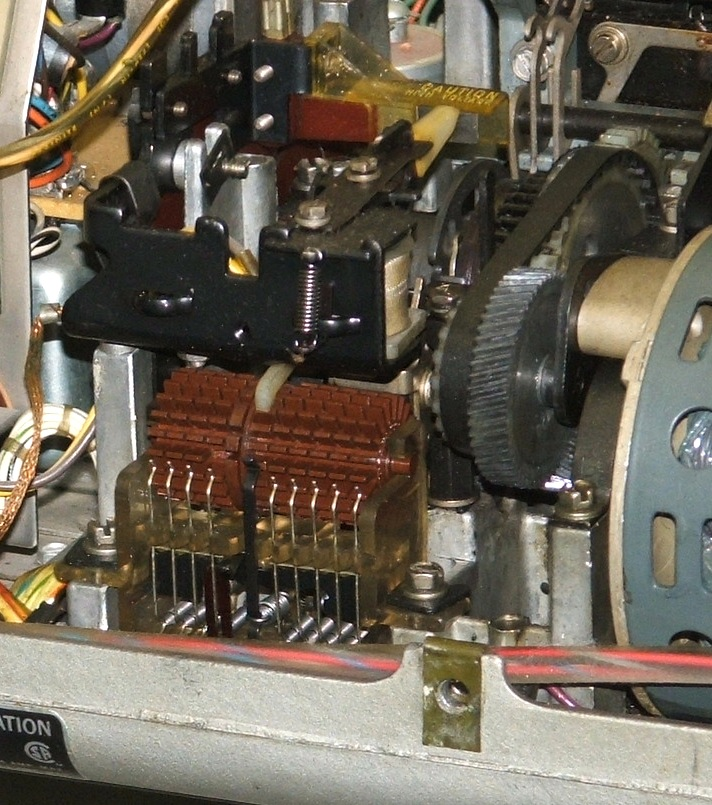
Vista de perto da roda de cames de retorno mecanicamente programável

O Teletipo Modelo 33 contém um mecanismo de resposta que geralmente é usado em redes discadas, como o Teletypewriter Exchange Service (TWX). No início da mensagem, a máquina remetente pode transmitir um caractere de consulta ou o código WRU ("Who aRe yoU"), e a máquina destinatária inicia automaticamente uma resposta, que é codificada em um tambor rotativo que foi pré-programado por meio da quebra de abas. O tambor de resposta na máquina destinatária gira e envia um código de identificação exclusivo para o remetente, para que ele possa verificar a conexão com o destinatário correto. O código WRU também pode ser enviado no final da mensagem. Uma resposta correta confirma que a conexão permaneceu ininterrupta durante a transmissão da mensagem. Para concluir a transmissão, o operador da máquina remetente pressiona o botão de desconexão.:45
A máquina receptora também pode ser configurada para não exigir a intervenção do operador.:8-9 Como as mensagens eram enviadas com frequência por vários fusos horários até o destino, era comum enviar uma mensagem para um local em que a máquina receptora estivesse operando em um escritório fechado e sem pessoal durante a noite. Isso também tirava proveito das tarifas mais baixas de telecomunicações para mensagens não urgentes que eram enviadas fora dos horários de pico.
O único motor elétrico da máquina deve ser deixado em funcionamento contínuo sempre que houver previsão de operação sem supervisão e foi projetado para suportar muitas horas de inatividade. O motor exibe uma etiqueta de aviso "QUENTE", claramente visível quando a tampa é removida.

### Interface de comunicações
O módulo de comunicações do Modelo 33 é conhecido como Unidade de Controle de Chamadas (CCU) e ocupa o espaço à direita do teclado e da impressora. Vários tipos de CCU estavam disponíveis; a maioria deles operava na rede telefônica e incluía os controles de usuário relevantes. As variantes incluíam discagem rotativa, DTMF ("Touch-Tone") ou um discador de cartão mecânico. Também está disponível um acoplador acústico para um aparelho telefônico de tamanho e formato padrão.:14
Outro tipo de CCU é chamado de "Computer Control Private Line", que operava em um loop de corrente local de 20 mA, o protocolo serial padrão para terminais de computador antes do surgimento da sinalização RS-232. As CCUs de "linha privada" tinham um painel em branco sem controles ou visores de usuário, já que o terminal pode ser conectado de forma semipermanente ao computador ou a outro dispositivo na extremidade mais distante da linha de comunicação.

## Máquinas relacionadas

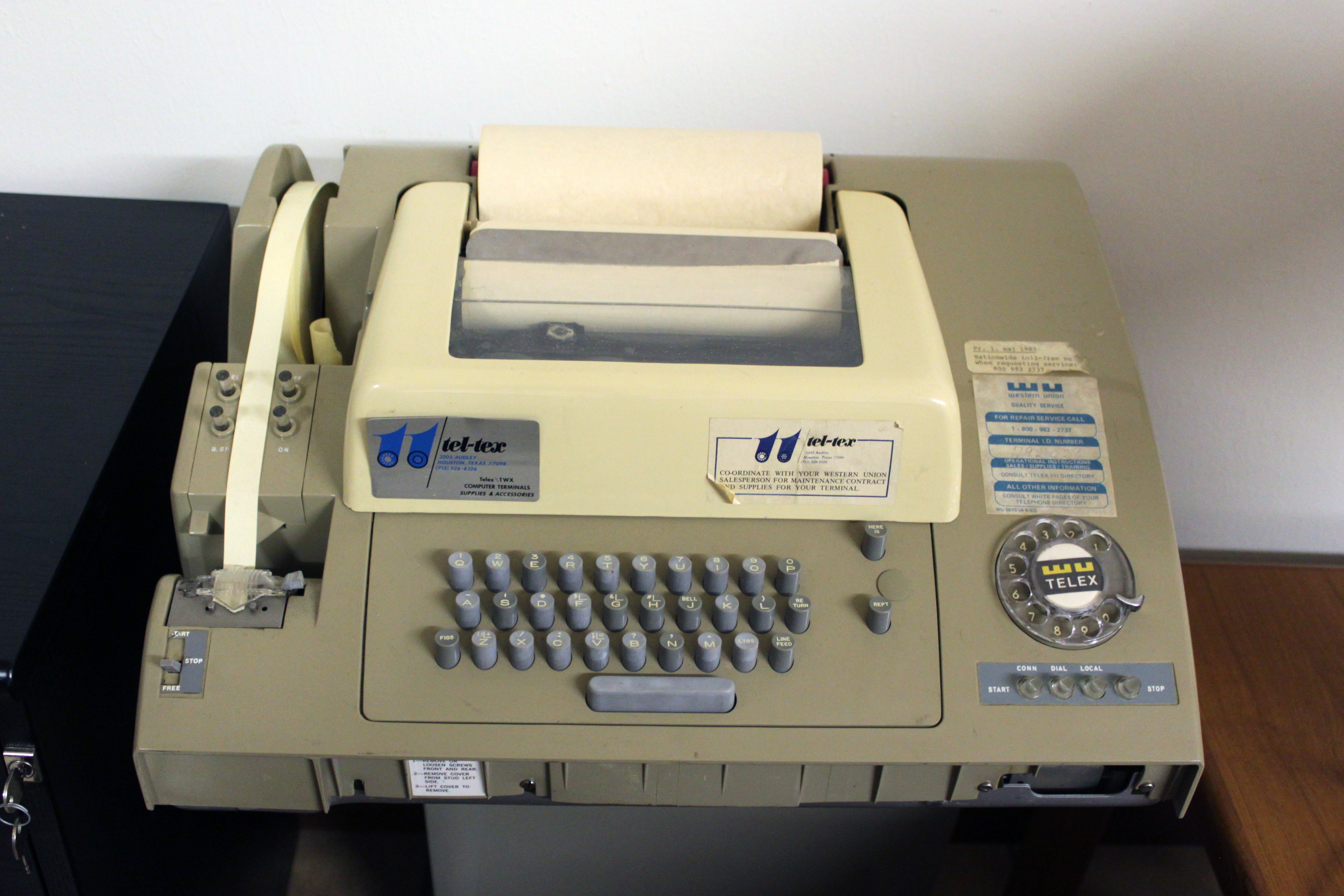
O Modelo 32, usado para o serviço Telex, tinha um teclado de três linhas e uma fita de papel mais estreita, com cinco furos.

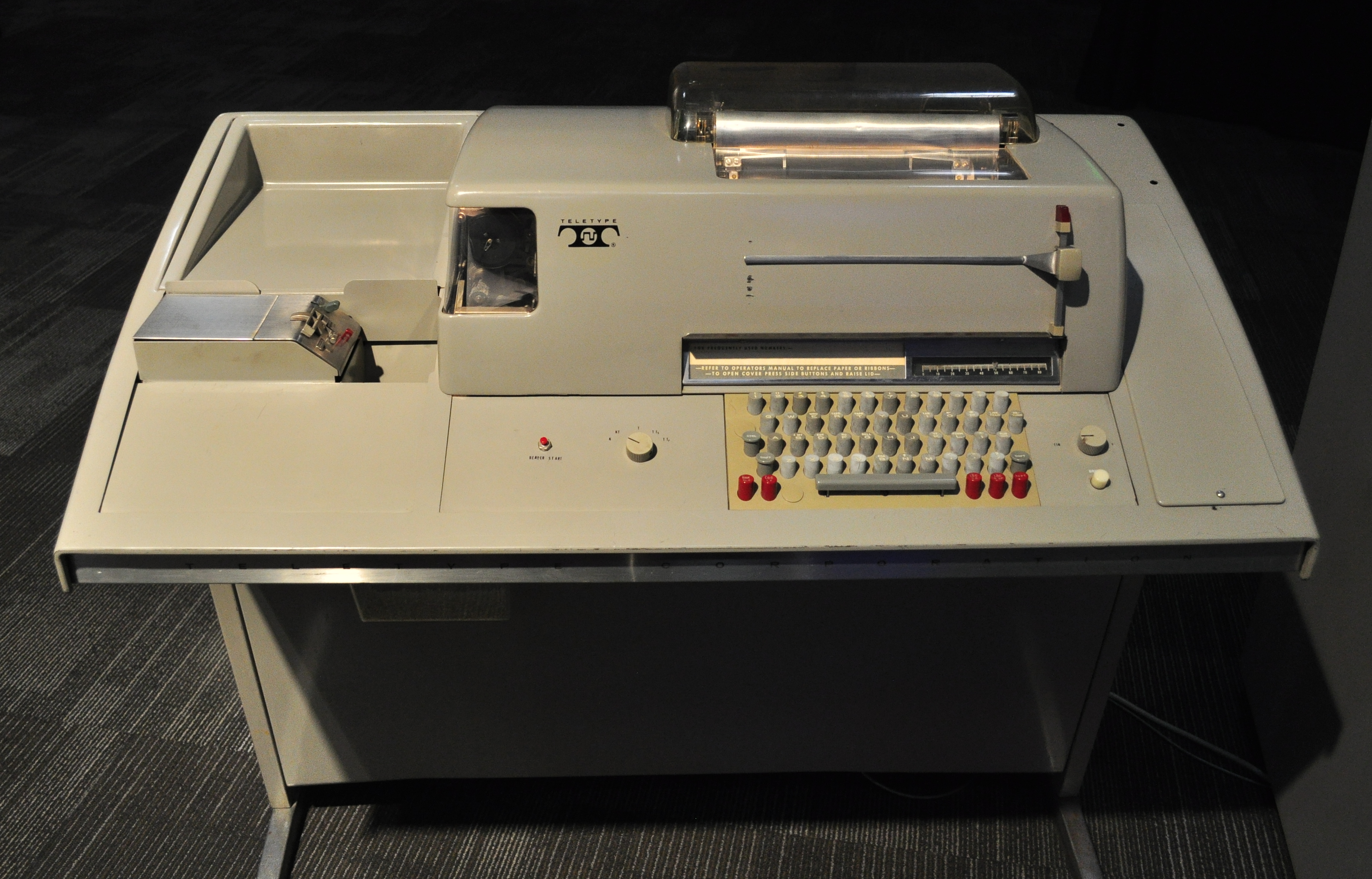
Um Modelo 35 ASR, no Living Computer Museum em Seattle

A linha Modelo 32 usava o mesmo mecanismo e tinha aparência idêntica, exceto pelo fato de ter um teclado de três linhas e, na versão ASR, um leitor de fita de papel de cinco furos e um perfurador, ambos apropriados para código Baudot.
A Teletype também lançou um ASCII Modelo 35 (ASR-35) mais caro para uso pesado, cujo mecanismo de impressão é baseado no antigo e robusto Modelo 28. O Modelo 35 básico é montado em um console cinza claro que corresponde à largura do Modelo 33, enquanto o Modelo 35 ASR, com leitor e perfurador de fita mecânico de oito furos, é instalado em um console com o dobro da largura.
O leitor de fitas é montado separadamente do mecanismo de perfuração da impressora, no lado esquerdo do console, e atrás dele há uma bandeja para armazenar um manual, folhas de papel ou outros itens diversos. À direita do teclado, há um painel que, opcionalmente, pode abrigar um discador rotativo ou botões DTMF para discar uma conexão a uma rede por meio de linhas telefônicas.
A tampa da impressora nas unidades posteriores também possui materiais de amortecimento de som, tornando o Modelo 35 um pouco mais silencioso do que o Modelo 33 ao imprimir e perfurar fitas de papel. Todas as versões do Modelo 35 têm um suporte para cópia na tampa da impressora, o que torna mais conveniente para o operador transcrever material escrito.
O Teletipo Modelo 35 é mencionado como sendo usado no "Experimento Um", no primeiro RFC, RFC 1. O Modelo 35 foi amplamente usado como terminal para minicomputadores e IMPs para enviar e receber mensagens de texto pela ARPANET inicial, que mais tarde se transformou na Internet.
O Modelo 38 (ASR-38) foi construído de forma semelhante e tem todos os recursos de digitação de um ASR Modelo 33, além de recursos adicionais. Uma fita com tinta de duas cores e códigos de controle ASCII adicionais permitem a alternância automática entre a saída vermelha e preta durante a impressão. Um teclado estendido e um elemento de digitação suportam a impressão de letras maiúsculas e minúsculas com alguns caracteres especiais adicionais. Um cilindro de alimentação de pinos mais largo e um mecanismo de digitação permitiam a impressão de 132 colunas em papel dobrado em leque, tornando sua saída semelhante ao tamanho de página de 132 colunas das impressoras modelo IBM 1403, então padrão do setor.
Os sistemas Teletype mais caros têm leitores de fita de papel que usam sensores de luz para detectar a presença ou ausência de furos na fita. Eles podem trabalhar em velocidades muito mais altas (centenas de caracteres por segundo). Também estavam disponíveis perfuradores mais sofisticados que podiam funcionar em velocidades um pouco mais altas; o perfurador DRPE da Teletype pode operar em velocidades de até 240 caracteres por segundo.

## Impacto histórico

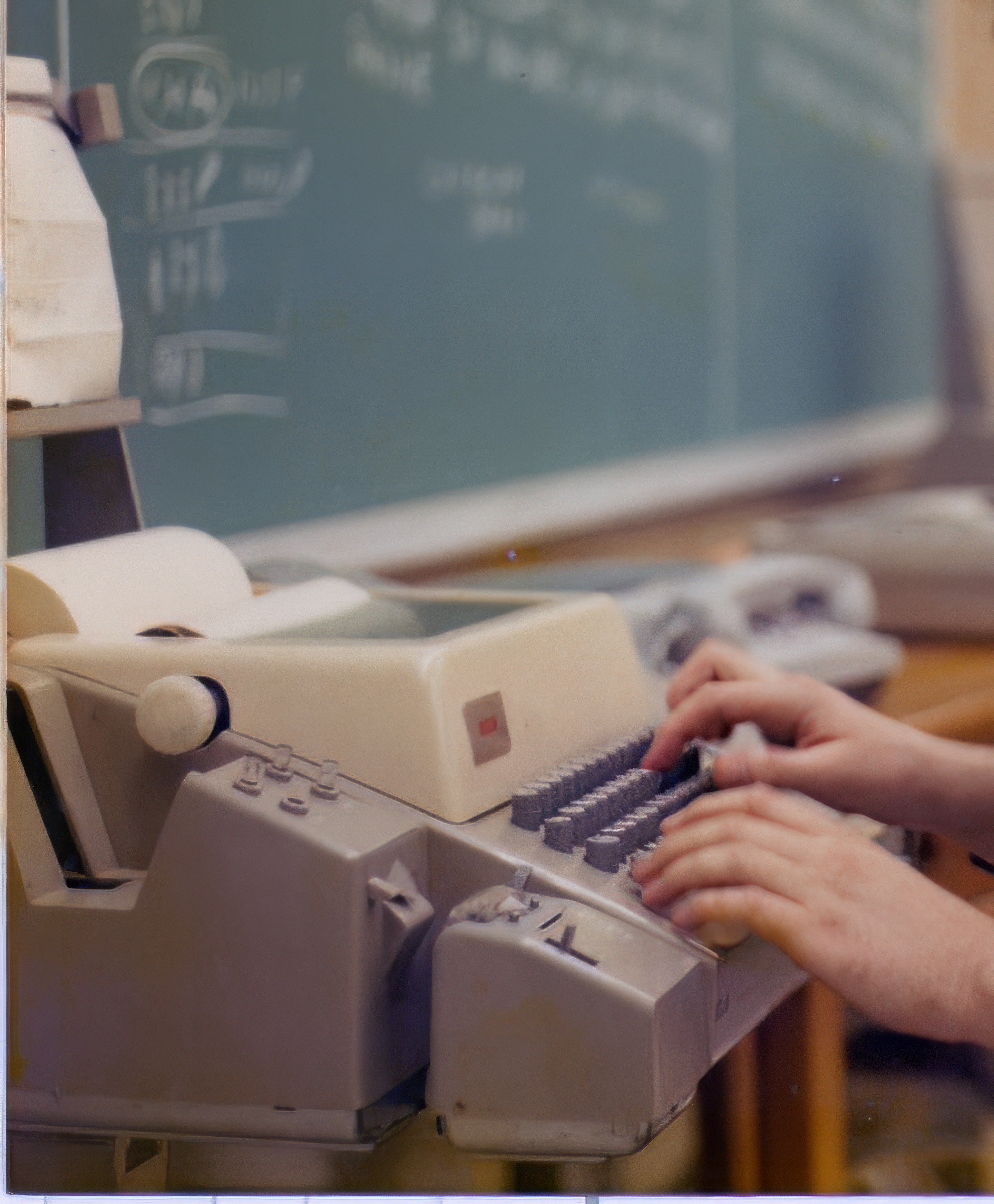
Modelo 33 ASR em uso em 1978

- O ASCII foi usado comercialmente pela primeira vez em 1963 como um código de teleimpressão de sete bits para o Teletypewriter Exchange Service (TWX) da American Telephone and Telegraph usando teleimpressoras Teletype Modelo 33.[4]

- A série de Teletipo Modelo 33 foi influente no desenvolvimento e na interpretação dos caracteres de código ASCII. Em particular, as atribuições de máquina do Teletipo Modelo 33 para os códigos 17 (Control-Q, DC1, também conhecido como XON) e 19 (Control-S, DC3, também conhecido como XOFF) tornaram-se padrões.[33]

- A linguagem de programação BASIC foi projetada para ser escrita e editada em um Teletipo Modelo 33 de baixa velocidade. A baixa velocidade do Teletipo Modelo 33 influenciou a interface de usuário dos sistemas operacionais de minicomputadores, incluindo o UNIX.

- Um Teletipo Modelo 33 proporcionou a primeira experiência de computação de Bill Gates.[34]

- Em 1965, os professores de psicologia da Universidade de Stanford, Patrick Suppes e Richard C. Atkinson, no programa piloto de instrução assistida por computador, fizeram experiências com o uso de computadores para fornecer exercícios de aritmética e ortografia por meio de Teletipos e acopladores acústicos para alunos do ensino fundamental no Distrito Escolar Unificado de Palo Alto, na Califórnia, e em outros lugares.[35][36]

- Em 1971, Ray Tomlinson escolheu o símbolo "@" em seu teclado do Teletipo Modelo 33 ASR para uso em endereços de e-mail de rede.[37]

- As portas seriais em sistemas do tipo Unix são denominadas /dev/tty..., que é a abreviação de "Teletype".

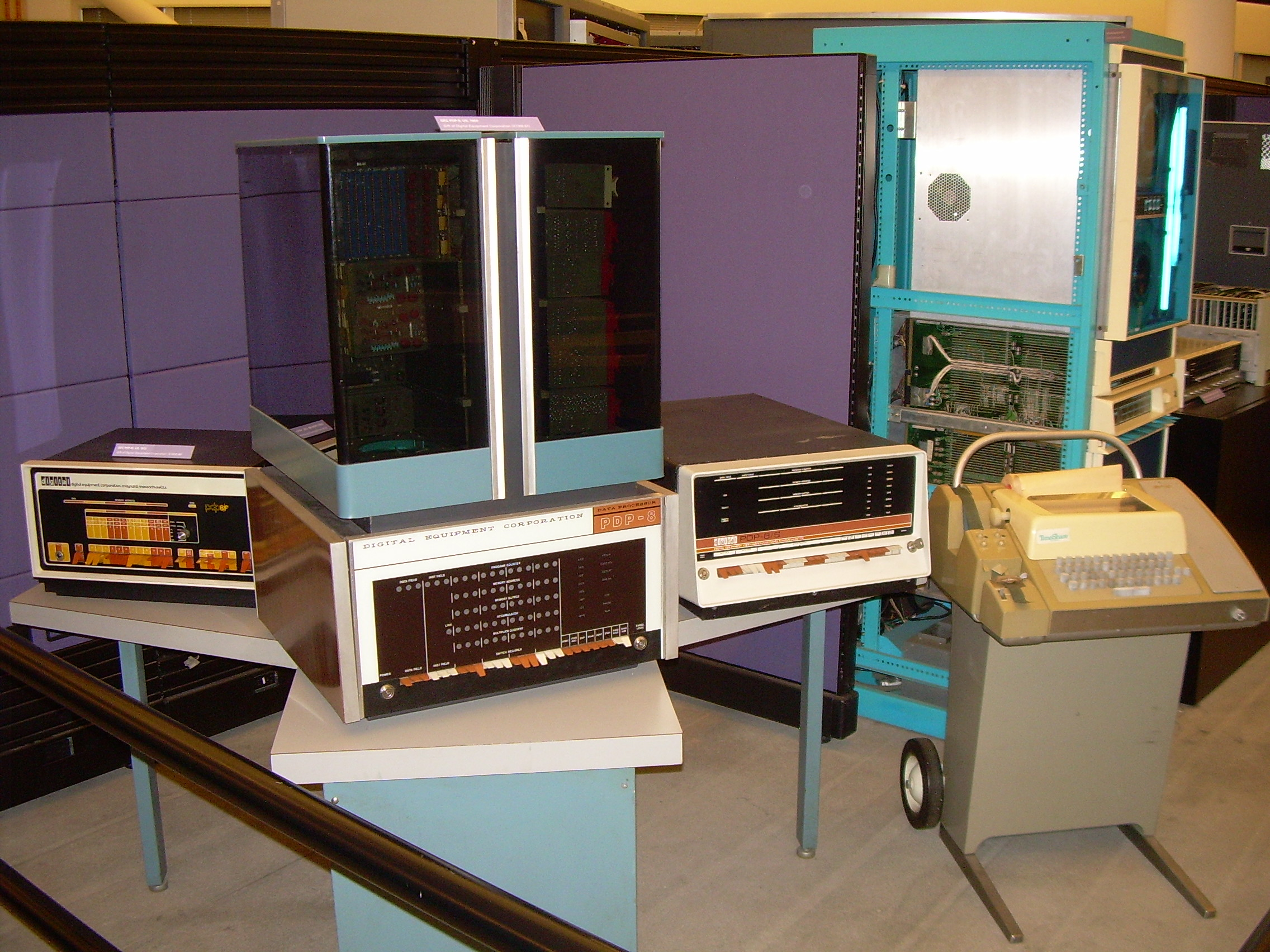
Os teletipos eram terminais padrão para os minicomputadores DEC e Data General
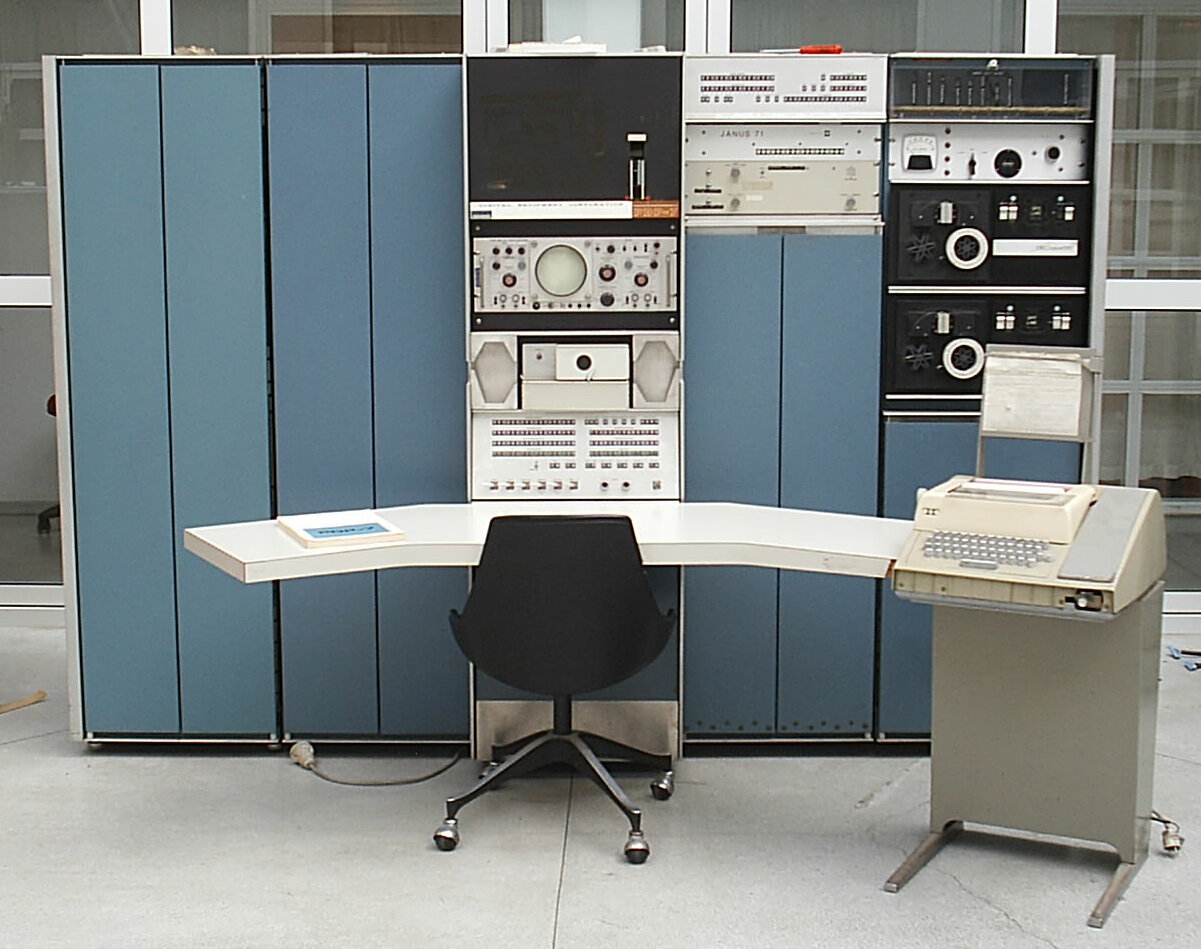
Computador PDP-7 com teletipo
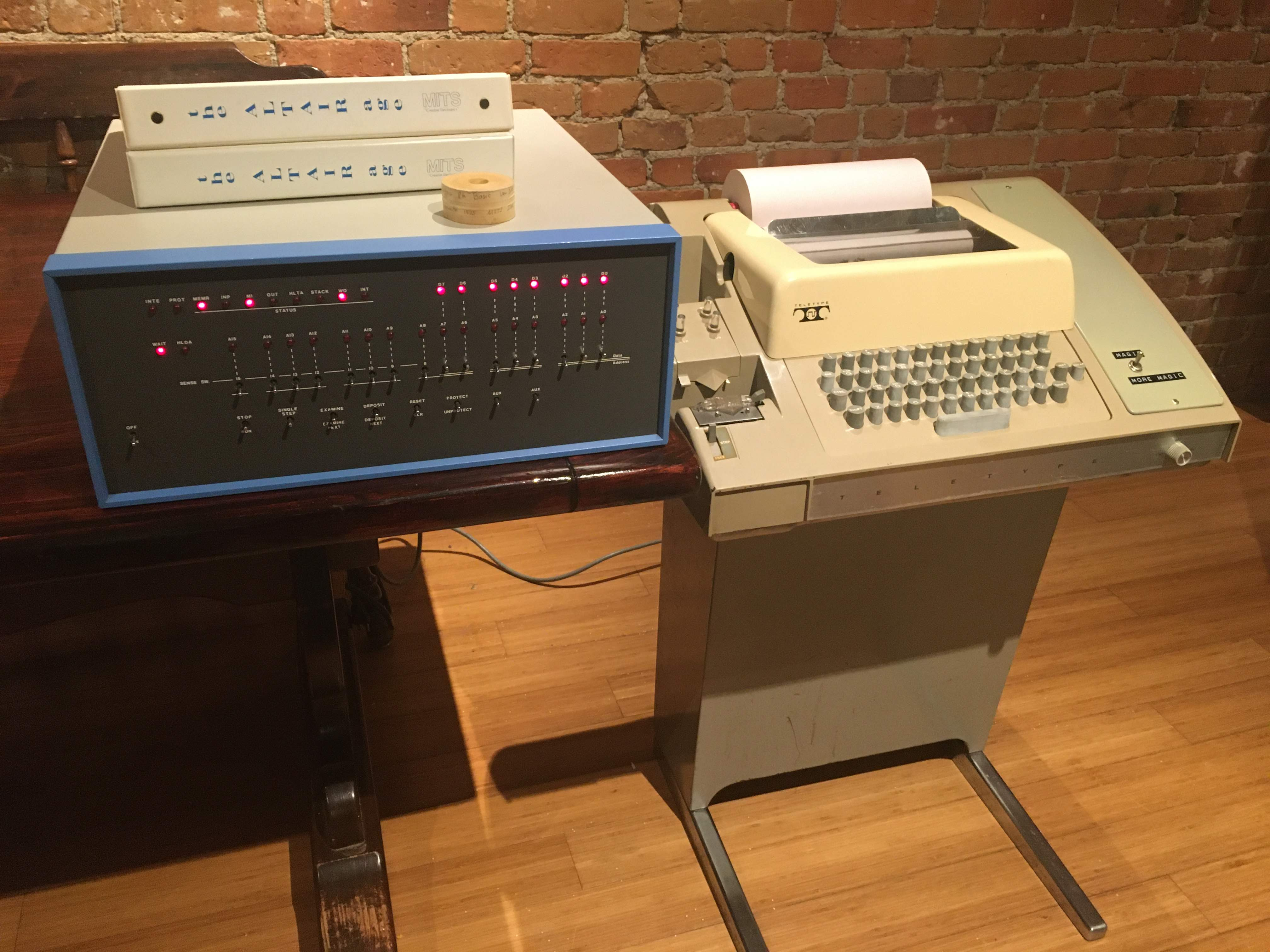
O ASR-33 foi um dos terminais mais acessíveis para os primeiros computadores domésticos